# Oxypetalum sylvestre
Oxypetalum sylvestre är en oleanderväxtart som först beskrevs av William Jackson Hooker och Arn., och fick sitt nu gällande namn av Goyder och Rapini. Oxypetalum sylvestre ingår i släktet Oxypetalum och familjen oleanderväxter. Inga underarter finns listade i Catalogue of Life.